# 比杰贝哈拉
比杰贝哈拉（Bijbehara），是印度查谟-克什米尔邦Anantnag县的一个城镇。总人口19703（2001年）。

## 人口
该地2001年总人口19703人，其中男性10417人，女性9286人；0—6岁人口1946人，其中男975人，女971人；识字率53.44%，其中男性为63.52%，女性为42.14%。